# Construccions de pedra seca I (la Floresta)
Les Construccions de pedra seca I és una barraca de pedra seca de la Floresta (Garrigues) inclosa a l'Inventari del Patrimoni Arquitectònic de Catalunya.

## Descripció
És una cabana de vinya encarada cap a l'est i ubicada aprofitant un desmunt, flanquejada per alguns pins i coberta per vegetació. Està feta a base de grans carreus de pedra sense desbastar a excepció de la llinda i els muntants de la porta, més grans encara i ben escairats. És en aquesta zona l'únic lloc on s'ha fet servir argamassa per a unir els carreus; la resta de la construcció és de pedra seca.
La coberta és una volta plana, també de pedra; l'obertura de la porta s'ha desplaçat lleugerament cap a l'esquerra. A l'interior hi ha una menjadora per als animals, una llar de foc i un petit altell usat com a pallissa.